# Fluor (entreprise)
Pour les articles homonymes, voir FLR.
Fluor Corporation (NYSE : FLR) est une entreprise du bâtiment et des travaux publics des États-Unis, basée à Irving au Texas, et devenue une société (multinationale) de portefeuille. Fluor fournit des services par l'intermédiaire de ses filiales dans les domaines suivants : Industrie pétro-gazière, infrastructures industrielles, gouvernance et énergie. 
C'est la plus grande entreprise d'ingénierie et de construction du classement Fortune 500 et elle se classe au 164ème rang du classement général. 

La société a été impliquée dans le projet Manhattan, la reconstruction qui a suivi la guerre d'Irak, et celle qui a suivi le passage de l'ouragan Katrina. Elle participe aussi à la construction de l'Oléoduc trans-Alaska.

## Histoire
L'entreprise Fluor a été créée en 1912 par John Simon Fluor en tant que Fluor Construction Company. 
L'entreprise croît rapidement grâce aux besoins des raffineries de pétrole, des pipelines et d’autres installations pour l’industrie pétrolière et gazière alors en pleine expansion, d’abord en Californie, puis au Moyen-Orient et dans le monde. 
À partir de la fin des années 1960, le groupe se diversifie dans les domaines du forage pétrolier, de l’extraction du charbon mais aussi d’autres matières premières (comme le plomb). 
Après la crise pétrolière de 1973, puis celle de 1979 qui ont entrainé une récession mondiale dans le secteur pétro-gazier et des pertes pour Fluor, le groupe s'est  restructuré en procédant à des licenciements (dans les années 1980), a vendu ses activités pétrolières et a diversifié ses travaux de construction tout en investissant dans le secteur des services et de l’industrie. 
Fluor a aussi investi dans le domaine des biotechnologies (ainsi, en 1982, la Fluor Corporation détient 3,3% des actions en circulation de Genentech alors que Lubrizol Corp (spécialiste des additifs de lubrifiants) en possède 18%.
Dans les années 1990, Fluor propose de la location d’équipement et de la dotation en personnel. 
La gestion des déchets nucléaires, les biotechnologies (enzymatiques) et d'autres domaines d'activité sont alors une part importante des revenus de Fluor. 
En décembre 2015, Fluor annonce l'acquisition pour 755 millions de dollars de Stork, spécialisée dans la maintenance de centrale thermique.

## Principaux actionnaires
Au 17 janvier 2020:
| The Vanguard Group                               | 8,99% |
| Bernhard Capital Partners Management             | 5,07% |
| Caisse de dépôt et placement du Québec           | 5,02% |
| ClearBridge Investments                          | 4,99% |
| Winslow Capital Management                       | 4,55% |
| BlackRock Fund Advisors                          | 3,63% |
| Capital Research & Management (Global Investors) | 3,60% |
| SSgA Funds Management                            | 3,48% |
| Artisan Partners                                 | 3,42% |
| Carmignac Gestion                                | 3,27% |

## Controverses et condamnations

### Condamnations
En juin 2011, Fluor Hanford Inc., une filiale de Fluor Corporation, a accepté de payer 4 millions de dollars aux autorités judiciaires américaines pour mettre fin à leur enquête portant sur des allégations de détournement de fonds dans le cadre d'un contrat de gestion des déchets radioactifs du site nucléaire de Hanford appartenant au Département de l’Energie américain. Plusieurs individus étaient également accusés d'avoir accepté de multiples cadeaux de la part d'un fournisseur.
En avril 2013, Fluor Hanford LLC a payé une amende d’1,1 million de dollars pour avoir - frauduleusement et en violation avec la règlementation américaine - utilisé des fonds fédéraux reçus dans le cadre d’un contrat avec un centre du Département de l’Energie pour des actions de lobbying visant à augmenter le budget dudit centre.

### Controverses

#### Surfacturations à l'armée américaine
En janvier 2019, une action en justice initiée par d'anciens militaires accuse des responsables de Fluor de multiples fraudes sur des contrats de défense avec le gouvernement américain dans le cadre d’opérations logistiques en Afghanistan. Parmi ces tromperies - qui représentent plusieurs centaines de millions de dollars sur une période s’écoulant de 2009 à 2016 - on compte des factures pour des travaux fictifs ou non effectués, des reportings frauduleux, des surfacturations de personnel ou encore des falsifications d'inventaires qui ont mené à des pénalités indues demandées au gouvernement. Des allégations similaires avaient déjà été faites par d'anciens employés de Fluor en 2014.